# طواف إيطاليا 1931
طواف إيطاليا 1931 (بالإنجليزية: 1931 Giro d'Italia)‏ هو سباق دراجات هوائية، وهو الموسم رقم 19 من السباق، وأقيم خلال الفترة 10 مايو 1931، وحتى 31 مايو 1931، وامتدّ لمسافة 3012 كيلومتر، وهو من نوع سباق المرحلة، وقد شارك في السباق 109 متسابقاً ووصل إلى نهايته 65 متسابقاً.
فاز فيه بالمركز الأول فرانشيسكو كاموسو، وبالمركز الثاني Luigi Giacobbe ‏، وبالمركز الثالث لويجي ماركيزيو، والفريق الفائز في ترتيب الفرق Legnano.

## المراحل
| قائمة المراحل | قائمة المراحل | قائمة المراحل             | قائمة المراحل | قائمة المراحل | قائمة المراحل    | قائمة المراحل    |
| المرحلة       | التاريخ       | الدورة                    |               | المسافة (كم)  | الفائز بالمرحلة  | القائد العام     |
| ------------- | ------------- | ------------------------- | ------------- | ------------- | ---------------- | ---------------- |
| 1             | 10 مايو       | ميلانو – مانتوفا          | مرحلة مستوية  | 206           | لياركو غيرا      | لياركو غيرا      |
| 8             | 23 مايو       | بيروجيا – مونتكاتيني ترمي | مرحلة مستوية  | 246           | لياركو غيرا      | لياركو غيرا      |
| 7             | 21 مايو       | روما – بيروجيا            | مرحلة جبلية   | 247           | لياركو غيرا      | لويجي ماركيزيو   |
| 9             | 25 مايو       | مونتكاتيني ترمي – جنوة    | مرحلة جبلية   | 248           | ميشيل مارا       | لويجي ماركيزيو   |
| 10            | 27 مايو       | جنوة – كونيو              | مرحلة جبلية   | 263           | Luigi Giacobbe ‏  | Luigi Giacobbe ‏  |
| 11            | 29 مايو       | كونيو – تورينو            | مرحلة جبلية   | 252           | فرانشيسكو كاموسو | فرانشيسكو كاموسو |
| 6             | 19 مايو       | نابولي – روما             | مرحلة مستوية  | 256           | Ettore Meini ‏    | ميشيل مارا       |
| 4             | 15 مايو       | ماشيراتا – بسكارا         | مرحلة جبلية   | 234           | ألفريدو بيندا    | ألفريدو بيندا    |
| 5             | 17 مايو       | بسكارا – نابولي           | مرحلة جبلية   | 282           | ميشيل مارا       | ألفريدو بيندا    |
| 2             | 11 مايو       | مانتوفا – رافينا          | مرحلة مستوية  | 216           | لياركو غيرا      | لياركو غيرا      |
| 3             | 13 مايو       | رافينا – ماشيراتا         | مرحلة جبلية   | 288           | ألفريدو بيندا    | ألفريدو بيندا    |
| 12            | 31 مايو       | تورينو – ميلانو           | مرحلة جبلية   | 263           | امبروجيو موريلي  | فرانشيسكو كاموسو |

## الفائزون
| الترتيب | الفائز             |
| ------- | ------------------ |
| الفائز  | فرانشيسكو كاموسو   |
| الثاني  | Luigi Giacobbe ‏    |
| الثالث  | لويجي ماركيزيو     |
| الفريق  | Legnano-Hutchinson |